# Erebus maurus
Erebus maurus là một loài bướm đêm trong họ Erebidae.